# 18235 Лінден-Белл
18235 Лінден-Белл (18235 Lynden-Bell) — астероїд головного поясу, відкритий 29 вересня 1973 року.
Тіссеранів параметр щодо Юпітера — 3,206.